# The Dismemberment Plan
The Dismemberment Plan è stato un gruppo musicale indie rock originario di Washington, formato il 1º gennaio del 1993. 

## Stile musicale

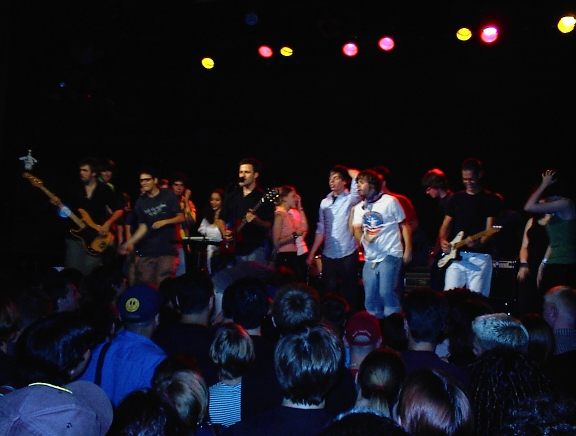
The Dismemberment Plan mentre si esibiscono alla Bowery Ballroom (New York).

The Dismemberment Plan furono importanti nell'indie rock per aver incorporato l'R&B (Morrison ha spesso parlato della sua ossessione per Gladys Knight) con influenze di hip-hop nel loro suono. Pitchfork, un sito web di critica di indie rock, li ha definiti come i padri del movimento dance punk degli ultimi anni '90 e dei primi anni 2000.

## Esibizioni
Le esibizioni dal vivo dei The Dismemberment Plan sono di solito eventi caratterizzati da un rapporto molto energico fra il gruppo e i fan. Infatti, per esempio, Morrison invita frequentemente il pubblico a ballare sul palco durante l'esecuzione del loro singolo "The Ice of Boston."
Il gruppo ha fatto 4 tour in Asia, precisamente in Giappone, e 2 in Europa, oltre a numerosi tour in Nord America.

## Discografia
Album in studio
- ! (1995)
- The Dismemberment Plan Is Terrified (1997)
- Emergency & I (1999)
- Change (2001)
- Uncanney Valley (2013)

Album dal vivo
- Live In Japan 2011 (2011)

EP
- Can We Be Mature? (1994)
- The Ice of Boston (1998)
- Juno & The Dismemberment Plan (Split EP) (2000)

Raccolte
- Give Me the Cure  (1996)
- Ooh Do I Love You (1996)
- Fort Reno Benefit (1997)
- A People's History of the Dismemberment Plan (2003)

Singoli
- "The Ice of Boston" (1997)
- "What Do You Want Me to Say?" (1999)